# Feketeerdő, Győr-Moson-Sopron
Feketeerdő  este un sat în districtul Mosonmagyaróvár, județul Győr-Moson-Sopron, Ungaria, având o populație de 519 locuitori (2011). 

## Demografie
Componența etnică a satului Feketeerdő
     Maghiari (86,44%)
     Slovaci (7,42%)
     Germani (5,51%)
     Necunoscut (0,64%)
     Alții (0,64%)
Componența confesională a satului Feketeerdő
     Romano-catolici (60,89%)
     Fără religie (4,05%)
     Reformați (2,5%)
     Atei (1,73%)
     Luterani (1,54%)
     Necunoscută (29,29%)
Conform recensământului din 2011, satul Feketeerdő avea 519 locuitori. Din punct de vedere etnic, majoritatea locuitorilor (86,44%) erau maghiari, existând și minorități de slovaci (7,42%) și germani (5,51%). Apartenența etnică nu este cunoscută în cazul a 0,64% din locuitori.  Din punct de vedere confesional, majoritatea locuitorilor (60,89%) erau romano-catolici, existând și minorități de persoane fără religie (4,05%), reformați (2,5%), atei (1,73%) și luterani (1,54%). Pentru 29,29% din locuitori nu este cunoscută apartenența confesională.